# Acaena sarmentosa
Acaena sarmentosa é uma espécie de rosácea do gênero Acaena, pertencente à família Rosaceae.